# 賀川滋子
賀川滋子（1911年5月28日—）是日本的超級人瑞。她是居住在奈良縣的長壽人物，在廣安美代子去世後成為日本的在世最年長者。

## 生平
賀川滋子於1911年5月28日出生於日本奈良縣。
2021年4月，109歲（接近110歲）的賀川滋子成為史上年紀最大的奧運火炬手。先前的保持紀錄者是艾達·門德斯。她在2016年奧運會（里約熱內盧奧運會）擔任火炬手，已年滿106歲。
2021年5月，賀川滋子慶祝她110歲生日。次年1月，山下美紗代去世，成為奈良縣的第二年長者，同年9月，奈良縣的上田幹藏去世，成為奈良縣的在世最年長者。
2025年7月29日，廣安美代子於29日去世，享壽114歲。在廣安美代子去世之後，賀川滋子成為日本的在世最年長者。